# Podgaje (Groot-Polen)
Podgaje is een dorp in de Poolse woiwodschap Groot-Polen. De plaats maakt deel uit van de gemeente Okonek.